# 金潭路站
金潭路站位于中华人民共和国湖北省武汉市东西湖区，是武汉地铁8号线的地铁车站，建设时期曾名为“三金潭车辆段站”。

## 車站结构
本站是8号线一期工程起始站，位于塔子湖东路与后湖大道路口，沿塔子湖东路路中布置，车站为地下两层岛式站台车站，车站长618m，宽22.3m，车站共设6个标准出入口、6个物业疏散出入口、3个车站紧急疏散口和5组风亭。

### 楼层分布
| 地面     | 地面                       | 出入口                                   |                            |                            |
| 地下一层 | 站厅                       | 售票机、客服中心、武漢通充值、洗手間     |                            |                            |
| 地下二层 | 侧式站台，右侧车门将会打开 | 侧式站台，右侧车门将会打开               | 侧式站台，右侧车门将会打开 | 侧式站台，右侧车门将会打开 |
|          |                            | █ 8号线 终点站 下客站台                  |                            |                            |
|          |                            | █ 8号线 往军运村（通常情况，本侧不使用） |                            |                            |
|          | 岛式站台，左侧车门将会打开 |                                          |                            |                            |
|          |                            | █ 8号线 往军运村（下一站：宏图大道）     |                            |                            |

### 车站出口
|                                                 |      |      |  |
| 出口編號                                        | 設施 | 照片 |  |
| A                                               |      |      |  |
| B                                               |      |      |  |
| C                                               |      |      |  |
| D                                               |      |      |  |
| 注： 設有升降機 \| 設有輪椅升降台 \| 設有洗手間 |      |      |  |

### 内部链接
- 武汉地铁车站列表